# Andrew Scott Waugh
Andrew Scott Waugh (1810-1878) fue un oficial británico y topógrafo general conocido por haber dado nombre al monte Everest, en reconocimiento a su predecesor en el cargo de Topógrafo General de la India, sir George Everest.

## Carrera
Waugh comenzó a trabajar en el «Gran Proyecto de Topografía Trigonometrica»  (Great Trigonometric Survey) de la India como oficial en 1832, dos años después de que Everest fuera nombrado Topógrafo General de la India (Surveyor General). Cuando Everest se retiró en 1843, Waugh le reemplazó como Topógrafo General y continuó su trabajo en la región en la que había dejado el proyecto, los Himalayas.
La gran altitud de esta región, además de su impredecible climatología, hicieron que se produjeran pocos progresos antes de 1847. En una era de cálculo manual, eran necesarios meses de cálculos para que el equipo de trabajo calculara, analizara y extrapolara la información utilizando la trigonometría. Según las anotaciones de la época, fue en 1852 cuando el jefe de equipo Radhanath Sikdar acudió a Waugh para anunciarle que el pico denominado XV era el punto más alto de la región, y que probablemente lo sería del mundo. En ninguno de los puntos de observación se había llegado a esa conclusión lo que es comprensible teniendo en cuenta que los seis puntos de observación utilizados estaban a un mínimo de 160 kilómetros de distancia. 
Protegiéndose de un posible error, Waugh no publicó ese resultado hasta 1856 cuando propuso que el pico recibiera el nombre de monte Everest en honor a su predecesor. Este hecho fue controvertido ya que habitualmente, como Everest había hecho, se habían utilizado nombres locales, una práctica que Waugh continuó pero que en este caso no cumplió ya que declaró no haber encontrado ningún nombre. Waugh no conocía el nombre tibetano Chomolungma (Diosa madre del mundo). Irónicamente, el mismo Everest mostró su desacuerdo, pero el nombre «monte Everest» fue adoptado oficialmente unos años más tarde.
La identificación de la montaña fue celebrada por la comunidad científica en la época. En 1857, la Royal Geographical Society de Londres le otorgó la medalla oficial (Patron’s Medal) y al año siguiente fue nombrado miembro de la Sociedad. Tres años más tarde, en 1861 consiguió el rango de Mayor General (grado inmediatamente inferior al de Teniente General utilizado en algunos países).
Waugh murió en 1878, y fue enterrado en el cementerio de Brompton.